# Freundschaftsbrücke (Paraguay–Brasilien)
Die Freundschaftsbrücke (spanisch Puente Internacional de la Amistad, portugiesisch Ponte Internacional da Amizade) ist eine Straßenbrücke, die über den Fluss Río Paraná führt und Ciudad del Este in Paraguay mit Foz do Iguaçu in Brasilien verbindet.
Auf der Seite Paraguays führt die Ruta 7 zur Brücke, auf brasilianischer Seite die Bundesstraße BR-277.
1956 vereinbarten die beiden Länder den Bau der Brücke, die zwischen 1957 und 1965 errichtet wurde. Sie gehörte zu den größten Betonbogenbrücken ihrer Zeit.

## Lage
Die Brücke steht 700 m unterhalb der Einmündung des Acaray in den Paraná und knapp 13 km unterhalb des riesigen Itaipú-Wasserkraftwerkes, das zwischen 1974 und 1982 gebaut wurde. 9,3 km unterhalb der Brücke liegt die Mündung des Rio Iguaçu in den Paraná im Gebiet der Triple Frontera zwischen Argentinien, Brasilien und Paraguay.
Das Tal des Paraná ist tief eingeschnitten und, je nach Wasserstand, bis zu 70 m tief. Selbst bei extremem Niedrigwasser ist der Fluss immer noch 35 m tief und 250 m breit. Zur Zeit des Baus der Brücke – vor dem Bau der Talsperren am Paraná – konnte der Wasserstand innerhalb von 36 Stunden um 10 m steigen. Der höchste gemessene Wasserstand lag 36 m über dem Niedrigwasser. Die Widerlager liegen auch heute noch immer wieder tief im Wasser.

## Beschreibung
Die Brücke ist 552,40 m lang. Ihre 13,50 m breite Fahrbahntafel hat eine 9,50 breite Fahrbahn, die durch kräftige Stahlgitter von den 2 m breiten Gehwegen abgegrenzt ist. Die Fahrbahn hat keine besondere Markierungen und wird in der Regel dreispurig benutzt, wobei genügend Platz für Mopeds und Motorräder bleibt, sich an den Pkws vorbeizudrängeln. Die gut frequentierten Gehwege haben seit einigen Jahren ein gebogenes Dach als Sonnen- und Wetterschutz und außen hohe Geländer zu Verhinderung von Suiziden.
Die Stahlbeton-Bogenbrücke hat einen großen, gelenklosen Bogen mit einer Stützweite von 290 m und einer Pfeilhöhe von 53 m. Er besteht aus einem dreizelligen, rechteckigen, 13,00 m breiten Hohlkasten, der an den Widerlagern 4,80 m hoch ist. Im Bogenscheitel verschmilzt er auf eine Länge von 79,40 m mit der Fahrbahnplatte und hat dann noch eine Höhe von 3,20 m.
Auf den Widerlagern stehen 9,60 breite und 22,60 lange Pfeiler aus Stahlbeton. Ihr Hohlquerschnitt ist durch eine Längs- und vier Querwände versteift. Sie haben Wasserein- und -austrittsöffnungen, um den Auftrieb herabzusetzen. Sie dienen der Aufnahme des Wind- und Wasserdrucks auf den Bogen, die Pfeiler und den Fahrbahnträger.
Der Fahrbahnträger ist mit sehr schlank anmutenden, unterschiedlich starken runden Stahlbetonstützen aufgeständert, die ebenfalls einen Hohlquerschnitt haben.
Das Bauwerk wurde von einer Arbeitsgemeinschaft aus Constructora Rabello und SOTEGE geplant und ausgeführt. Die Tragwerksplanung wurde von José Rodrigues Leite de Almeida erstellt. Die Bauarbeiten begannen 1957 mit der Rodung der Baustelle und der Baustelleneinrichtung.
Der Bogen wurde auf den ersten 58 m beider Seiten mit einem Lehrgerüst hergestellt, das man wegen des häufigen Hochwassers als Stahlbeton-Fachwerk-Konstruktion ausführte. Die mittleren 170 m wurden mit einem an Hilfsabspannungen zurückgehängten Freivorbau errichtet.
Zwischen 2014 und 2016 wurden umfangreiche Sanierungsarbeiten durchgeführt.

## Einzelnachweise

Freundschaftsbrücke Brasilien–Paraguay – im Hintergrund die Flussinsel Ilha Acaraí